# Pułk stopnicki

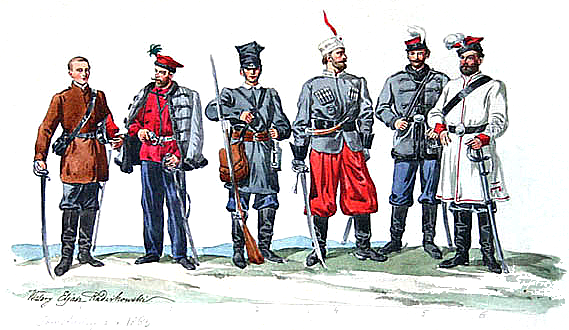
Piechota powstania styczniowego

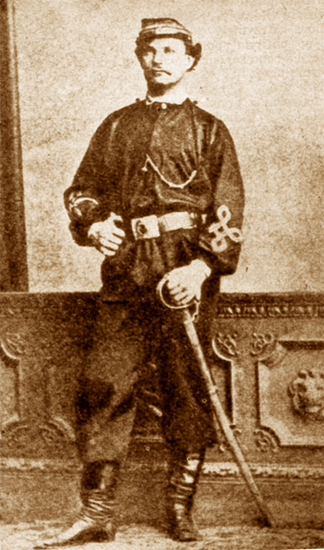
Płk Karol Kalita ps. Rębajło

3 Pułk Stopnicki – pułk piechoty polskiej okresu powstania styczniowego. Wchodził w skład Dywizji Krakowskiej.
Oddział został sformowany na terenie dawnych województw sandomierskiego i krakowskiego. Jego dowódcą był podpułkownik Karol Kalita-Rębajło.

## Skład
- 5 i 6 batalion piechoty (8 kompanii i 2 plutony rakietników),
- batalion kosynierów stopnickich (4 kompanie),
- batalion rezerwowy stopnicki (4 kompanie i pluton rakietników).

## Działania zbrojne
Kalita-Rębajło stoczył kilka zwycięskich bitew: pod Mierzwinem 5 grudnia 1863, pod Hutą Szczeceńską (Szczecno, Ujny, Chmielnik) 9 grudnia 1863 oraz pod Lubienią. 17 stycznia 1864 stoczył bitwę w rejonie wiosek: Lubienia, Brody i Bór Kunowski. Rosjanie zaatakowali oddział podczas jego postoju w Borze Kunowskim.
12 stycznia 1864 ppłk Kalita-Rębajło otrzymał rozkaz od gen Hauke-Bosaka pomaszerowania na Opatów i zdobycia go. Pułk opuścił obóz i przez Orłowiny, Nową Słupię, Chylice dotarł 17 stycznia do Brodów. Tam dowódca pułku został uprzedzony o zbliżaniu się do Brodów oddziału rosyjskiego pod dowództwem płk Suchonina złożonego z dwóch rot i znajduje się już w odległości czterech kilometrów.
Natychmiast na główny trakt Iłża-Brody został skierowany do powstrzymania marszu Rosjan 1 batalion mjr Stanisława Jagielskiego (1 i 2 kompania), zaś wydzielona z tego batalionu 3 kompania pod dowództwem kpt Bezdziedy - na prawo boczną drogą dla osłony pułku z tamtego kierunku. Natomiast 2 batalion kpt Postawki (5 i 6 kompania) stanowił drugi rzut taktyczny pułku, a jego 4 kompania została odwodem pułku. Tak uszykowany pułk 1 batalionem zajął wieś Lubienię, mając ukryty z nią 2 batalion z odwodem pułku. Rosjanie zauważyli ruch 3 kompanii powstańców i gwałtownie na nią uderzyli. W tym momencie ppłk Kalita-Rębajło rozkazał pierwszemu batalionowi natychmiast nacierać, co zaskoczyło Rosjan, gdyż nie zdawali sobie sprawy z wielkości sił powstańczych, ani ich rozmieszczenia. Rosjanie nie wytrzymali nacisku powstańców i wycofywali się do lasu. 3 Pułk Stopnicki podążył za nimi, cały czas naciskając ich. Z tego powodu Rosjanom nie udało się przygotować do obrony Iłży, co wykorzystali powstańcy wdzierając się do miasta. Wywiązała się gwałtowna i zacięta walka. Ranny płk Suchonin wraz z garstką swoich żołnierzy schronił się w jednym z budynków na rynku, a pozostali zbiegli w kierunku Radomia. Walka w mieście trwała kilka godzin, zdobywano dom po domu, jednak nie zdołano zniszczyć broniącej się zażarcie grupy płk Suchonina. Z obawy by nadchodzące z Lipska posiłki rosyjskie nie zdołały w nocnej walce rozbić pułku, ppłk Kalita-Rębajło rozkazał odtrąbić sygnał do odwrotu. Po zakończeniu bitwy pod Iłżą Kalita-Rębajło awansował do stopnia pułkownika. 

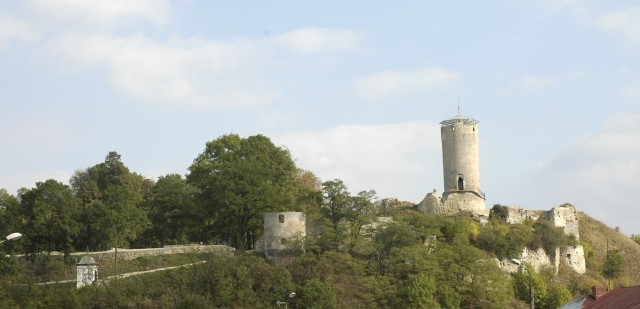
Iłża

Po ściągnięciu wszystkich oddziałów pułk wyruszył do Jasieńca Iłżeckiego, a po chwilowym postoju zapuścił się w lasy iłżeckie. Według Leona Ratajczyka straty powstańców w bitwie wynosiły 9 zabitych, 5 rannych i 8 zaginionych.
Spodziewając się pogoni pod Wąchockiem, powstańcy przekroczyli Kamienną i udali się do osady Kaczka znajdującej się w głębi niedostępnych lasów siekierzyńskich. Po krótkim postoju skierowali się w stronę Wierzbnika, by dotrzeć o zmierzchu do Krzyżowej Woli.
19 stycznia 1864 pułk stanął w okolicy Ostrych Górek, cztery kilometry na północny zachód od Radkowic.  Następnego dnia około godziny jedenastej został zaatakowany przez oddział płk Alenicza. Niestety rozmieszczenie pułku osobnymi kompaniami wokół tej miejscowości oraz brak dobrze działających ubezpieczeń kompanijnych uniemożliwiło płk Kalicie działanie całością sił oddziału. Walka trwała godzinę, podczas której każda kompania działała na własną rękę. Przeciwnik, pomimo że dysponował znaczną przewagą (siedem rot piechoty i dwustu kawalerzystów), nie zdołał pokonać powstańców i nie zdając sobie sprawy z panującego po polskiej stronie bałaganu, zarządził odwrót.
Zaraz po zakończeniu boju i zebraniu rannych pułk ruszył do Bodzentyna. Po odpoczynku w Bodzentynie pułk pomaszerował w Góry Świętokrzyskie do swojego starego obozu w Cisowie. Z powodu dochodzących wieści o koncentracji znacznych sił rosyjskich złożonych z kilku pułków liniowych oraz oddziału gwardii carskiej i kozaków, płk Kalita-Rębajło postanowił przedrzeć się koło Chmielnika na teren województwa krakowskiego. Niedaleko tej miejscowości, w Drugni, dowódca pułku został powiadomiony o podporządkowaniu oddziału nowemu dowódcy Dywizji Sandomierskiej, płk Ludwikowi Topór-Zwierzdowskiemu. Dowódcy Dywizji Sandomierskiej towarzyszył szef sztabu II Korpusu Powstańczego płk Kurowski, z którym płk Kalita-Rębajło już wcześniej popadł w konflikt. Niestety poglądy płk Kality na sposób powadzenia działań okazały się sprzeczne z poglądami nowego dowódcy dywizji, którego popierał płk Kurowski. W efekcie  wykorzystując to, że płk Kalita-Rębajło zachorował, płk Topór-Zwierzdowski zaproponował urlop zdrowotny dowódcy 3 Pułku Stopnickiego, a ten się zgodził.

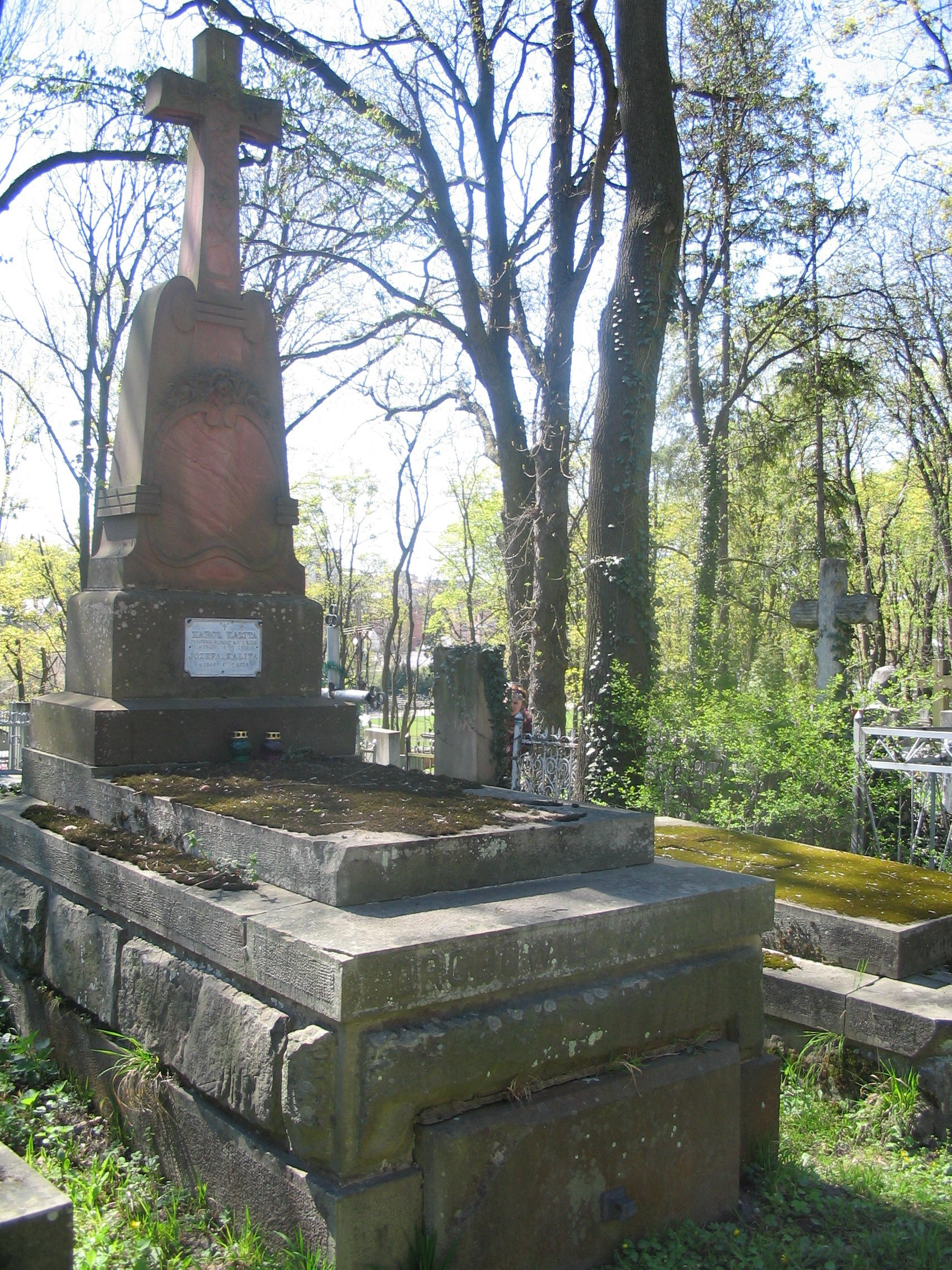
Grób Karola Kality na cmentarzu Łyczakowskim

Wzrost aktywności II Korpusu Powstańczego zmuszał dowództwo carskie do podjęcia nowego wysiłku dla rozprawienia się z oddziałami gen Hauke-Bosaka jeszcze na początku 1864. W połowie lutego rozpoczął się marsz koncentryczny kolumn wojsk rosyjskich z Radomia, Kielc, Jędrzejowa, Miechowa, Stopnicy w kierunku Gór Świętokrzyskich. Łączne siły rosyjskie w tej akcji wynosiły ok. 4500 ludzi. Większość Dywizji Sandomierskiej, której trzon stanowił 3 Pułk Stopnicki, skoncentrowała  skoncentrowała się w Cisowie. Gen Hauke-Bosaka nie było na miejscu, jako najwyższy rangą, dowództwo objął płk Kurowski, który pod wpływem gen Mierosławskiego pragnął zdobywać miasta. Obowiązujące wytyczne dowódcy II Korpusu nakazywały postawę ofensywną, jednakże w krótkim czasie sytuacja diametralnie się zmieniła. Pomimo tego Kurowski wraz Topór-Zwierzdowskim zignorowali ten fakt. Płk Kurowski postanowił zdobyć Opatów, a dowódcy batalionów nie zdołali przekonać go do zmiany zdania. Walka o zdobycie Opatowa skończyła się tak jak i o zdobycie Miechowa, czyli przegraną, płk Kurowski zawiódł w obu przypadkach jako dowódca. 3 Pułk Stopnicki uległ rozbiciu i już nigdy nie został w pełni odtworzony.